# Acropora elegans
Acropora elegans är en korallart som först beskrevs av Milne Edwards och Jules Haime 1860.  Acropora elegans ingår i släktet Acropora och familjen Acroporidae. IUCN kategoriserar arten globalt som sårbar. Inga underarter finns listade i Catalogue of Life.